# Zoila Barros
Zoila Barros Fernández (6 de agosto de 1979) es una exjugadora de voleibol cubana. Participó en 2 Juegos Olímpicos,  consiguiendo un total 2 medallas olímpicas, una de oro y otra de bronce. 